# Ulma Construccion Polska
ULMA Construccion Polska SA — przedsiębiorstwo przemysłu materiałów budowlanych notowane na Giełdzie Papierów Wartościowych w Warszawie.
Firma ULMA należy do największych producentów systemów deskowań i rusztowań na świecie i związana jest z budownictwem od ponad 55 lat. Oprócz zaawansowanych technologicznie rozwiązań oferuje usługi w zakresie projektowania deskowań i rusztowań oraz logistyki, jak również wszechstronne doradztwo podczas montażu i eksploatacji systemów na placu budowy. Firma jest obecna na ponad 50 rynkach, na wszystkich kontynentach.
Polski oddział firmy - ULMA Construccion Polska SA - prowadzi działalność w 11 biurach na terenie całego kraju, ma 4 duże centra logistyczne (w Poznaniu, Jaworznie, Koszajcu i Gdańsku) i dostarcza rozwiązania dla wszystkich sektorów budownictwa. Działa przede wszystkim w Polsce, ma też spółki zależne na Ukrainie, Litwie i w Kazachstanie.

## Historia
Firma rozpoczęła działalność pod nazwą Bauma w roku 1989. Do 1998 zajmowała się produkcją kostki betonowej i dystrybucją systemów szalunkowych. W 1998 zaczęła produkcję deskowań.
Od 21 maja 1997 notowana na Giełdzie Papierów Wartościowych w Warszawie.
W 2004 inwestorem strategicznym spółki została, nabywając 97,39% jej akcji, hiszpańska firma ULMA Construction.
W 2006 Bauma SA zmieniła nazwę na ULMA Construccion Polska S.A.
W dniu 16 czerwca 2016 roku Rada Nadzorcza ULMA Construccion Polska SA wybrała Rodolfo Carlosa Muñiza na stanowisko prezesa zarządu ULMA Construccion Polska S.A. Zastąpił on Andrzeja Kozłowskiego, kierującego firmą przez 27 lat, od momentu jej założenia.